# Marci Crisp
Marci Crisp (en llatí Marcius Crispus) va ser un militar romà del segle i aC.
Va servir com a tribú militar a l'exèrcit de Juli Cèsar durant la guerra a l'Àfrica. Probablement és la mateixa persona que Quint Marci Crisp, esmentat diverses vegades per Ciceró com un valent i veterà soldat. L'any 43 aC era procònsol a Bitínia i quan Luci Estaci Murc va demanar la seva ajuda contra Bas (Bassus) Crisp va anar a Síria amb tres legions. Quan Gai Cassi es va presentar a l'orient, tant Crisp com Luci Murc van posar les seves legions al servei del cap republicà.